# 蔡淑賢
蔡淑賢，現任香港無綫電視編劇／編審，前香港電視網路創作總監，後跳槽至香港電視，擔任《來生不做香港人》、《惡毒老人同盟》、《夜班》創作總監/創意總監，於香港電視網路不獲發牌後返回無綫電視擔任編審，首部編審劇集是《心理心裏有個謎》。

## 編審／編劇列表

### 電視劇（無綫電視）
- 1991年：《與郎共舞》編劇
- 1992年：《龍影俠》編劇
- 1993年：《大頭綠衣鬥殭屍》編劇
- 1999年：《創世紀/創世紀II天地有情》編劇
- 2005年：《西廂奇緣》編劇、《心理心裡有個謎》編審、《追魂交易》編審、《我的野蠻婆婆》編審、《學警雄心》編審
- 2006年：《鳳凰四重奏》編審、《賭場風雲》編審、《布衣神相》編審
- 2007年：《歲月風雲》編審
- 2008年：《野蠻奶奶大戰戈師奶》編審、《師奶股神》編審
- 2009年：《富貴門》編審
- 2011年：《洪武三十二》編審（与黃國輝合作）、《潛行狙擊》編審（与歐冠英合作）、《萬凰之王》編審（与李绮華合作）
- 2015年：《實習天使》編審+編劇（與鍾若詩合作）
- 2016年：《愛·回家之八時入席》編審+編劇（與邵麗瓊、冼翠貞、馬俊縈、袁寶慧合作）
- 2017年：《我瞞結婚了》編審、《燦爛的外母》編審（與湯健萍合作）
- 2018年：《平安谷之詭谷傳說》編審（與湯健萍合作）
- 2019年：《好日子》編審（與陳金鈴合作）
- 2020年：《C9特工》編審+編劇（與伍立光合作）

### 電視劇（其他）
- 2000年：《真情告白》編劇
- 2022年：《家族榮耀》編劇
- 拍攝中：《家族榮耀之繼承者》編劇

## 創作總監

### 電視劇（香港電視網絡）
- 2014年：《來生不做香港人》
- 2015年：《惡毒老人同盟》、《夜班》